# NHL 2K11
《NHL 2K11》是一款由Visual Concepts制作、2K Sports发行的体育类游戏。本游戏最初于2010年8月在Wii等平台发行。本游戏是《NHL 2K10》的续作。
游戏主要是模拟冰球比赛。
本游戏Wii版本收到混合的评价。